# Ayria
Ayria — музыкальный проект из Торонто, Канада, созданный Дженнифер Паркин. Третий студийный альбом Hearts For Bullets вышел 12 сентября 2008 года.

## Название
Паркин утверждала, по крайней мере в одном интервью, что название группы — это одна из любимых её игр слов: aria, произнесённое, как «area». Однако однажды в своём блоге она расшифровала название группы, как: «Awesome, Yeah Really, I’m Awesome».

## Дискография

### Альбомы
- Debris (Alfa Matrix, 2003)
- Flicker (Alfa Matrix, 2005)
- Hearts For Bullets (Alfa Matrix, 2008)
- Plastic Makes Perfect (Alfa Matrix, 2013)
- Paper Dolls  (Alfa Matrix, 2016)

### EP
- My Revenge on the World (Alfa Matrix, 2005)
- The Gun Song EP (Alfa Matrix, 2008)
- Feed Her To The Wolves (2015)

### Сборники
- Cyberl@b 4.0 (Alfa Matrix, 2003)
- square matrix 004 (Alfa Matrix, 2004)
- ADVANCED CLUB 0.1
- Re:connected [1.0] (Alfa Matrix, 2004)
- United Vol.I (NoiTekk, 2005)
- Endzeit Bunkertracks: Act I (Alfa Matrix, 2005)
- Cyberl@b 5.0 (Alfa Matrix, 2005)
- Re:connected [2.0] (Alfa Matrix, 2006)
- Fxxk The Mainstream [vol.1] (Alfa Matrix, 2007)
- Endzeit Bunkertracks: Act III (Alfa Matrix,)